# Kunzeana spinosa
Kunzeana spinosa är en insektsart som beskrevs av Ruppel och Delong 1952. Kunzeana spinosa ingår i släktet Kunzeana och familjen dvärgstritar. Inga underarter finns listade i Catalogue of Life.